# Teleszyna
Teleszyna – rzeka w Wielkopolsce, lewy dopływ Warty o długości 53,43 km. Źródła na wysokości ok. 129 m n.p.m., na Wysoczyźnie Tureckiej w okolicach Ostrowa Warckiego (powiat sieradzki). Przepływa przez Dobrę, Przykonę i Dobrów. Do Warty wpada około 2 km na południe od centrum Koła.
W niewielkiej odległości od ujścia przepływa przez Zalew Ruszkowski.